# Chokūsar
Chokūsar (persiska: چکوسر) är en ort i Iran.   Den ligger i provinsen Gilan, i den nordvästra delen av landet, 240 km nordväst om huvudstaden Teheran. Chokūsar ligger 15 meter över havet och antalet invånare är 961.
Terrängen runt Chokūsar är platt.Runt Chokūsar är det ganska tätbefolkat, med 111 invånare per kvadratkilometer. Närmaste större samhälle är Rasht, 16,4 km nordost om Chokūsar. Trakten runt Chokūsar består till största delen av jordbruksmark.